# Konstytucja Holandii
Konstytucja Królestwa Niderlandów (niderl. Grondwet van het Koninkrijk der Nederlanden) – najwyższy akt prawny (konstytucja) Królestwa Niderlandów, uchwalony 28 marca 1814 roku.

## Podział Konstytucji
1. Część 1 „Podstawowe Prawa”  (Artykuły 1–23)
2. Część 2 „Rząd” (Artykuły 24–49)
3. Część 3 „Stany Generalne” (Artykuły 50–72)
4. Część 4 „Rada Stanu, Powszechna Izba Obrachunkowa, Narodowy Ombudsman i stałe kolegia doradcze” (Artykuły 73–80)
5. Część 5 „Ustawodawstwo i administracja” (Artykuły 81–111)
6. Część 6 „Sądownictwo” (Artykuł 112–122)
7. Część 7 „Prowincje, gminy, okręgi wodne i korporacje publiczne” (Artykuły 123–136)
8. Część 8 „Zmiana Konstytucji” (Artykuły 137–142)
9. Część 9 „Artykuły dodatkowe”